# Isidoro Santos Lozano Sirgo
Isidoro Santos Lozano Sirgo (Logroño, 1º novembre 1826 – Madrid, 26 febbraio 1895) è stato un pittore spagnolo di stile romantico, e uno degli allievi più importanti di Federico de Madrazo.
Nella bancadati della Biblioteca Nazionale della Spagna risulta esser nato nel 1826 e sul sito del Museo del Prado è nato il 1º novembre di quell'anno. Originario di Logroño, fu discepolo di Federico de Madrazo e della sua classe dell'Accademia delle belle arti di San Fernando. Nel 1852 firmò per un concorso di pittura per ottenere una pensione per l'Italia, vincendo grazie alla sua tela La Madre dei Gracchi (La madre de los Gracos). Trasferitosi a Roma, tra le opere che da qui inviò all'Accademia di San Fernando, spiccavano gli studi La Cava che esce dal bagno (La Cava saliendo del baño) e Un fromboliere nell'atto di lanciare un proiettile (Un hondero en actitud de arrojar un proyectil).

## Biografia

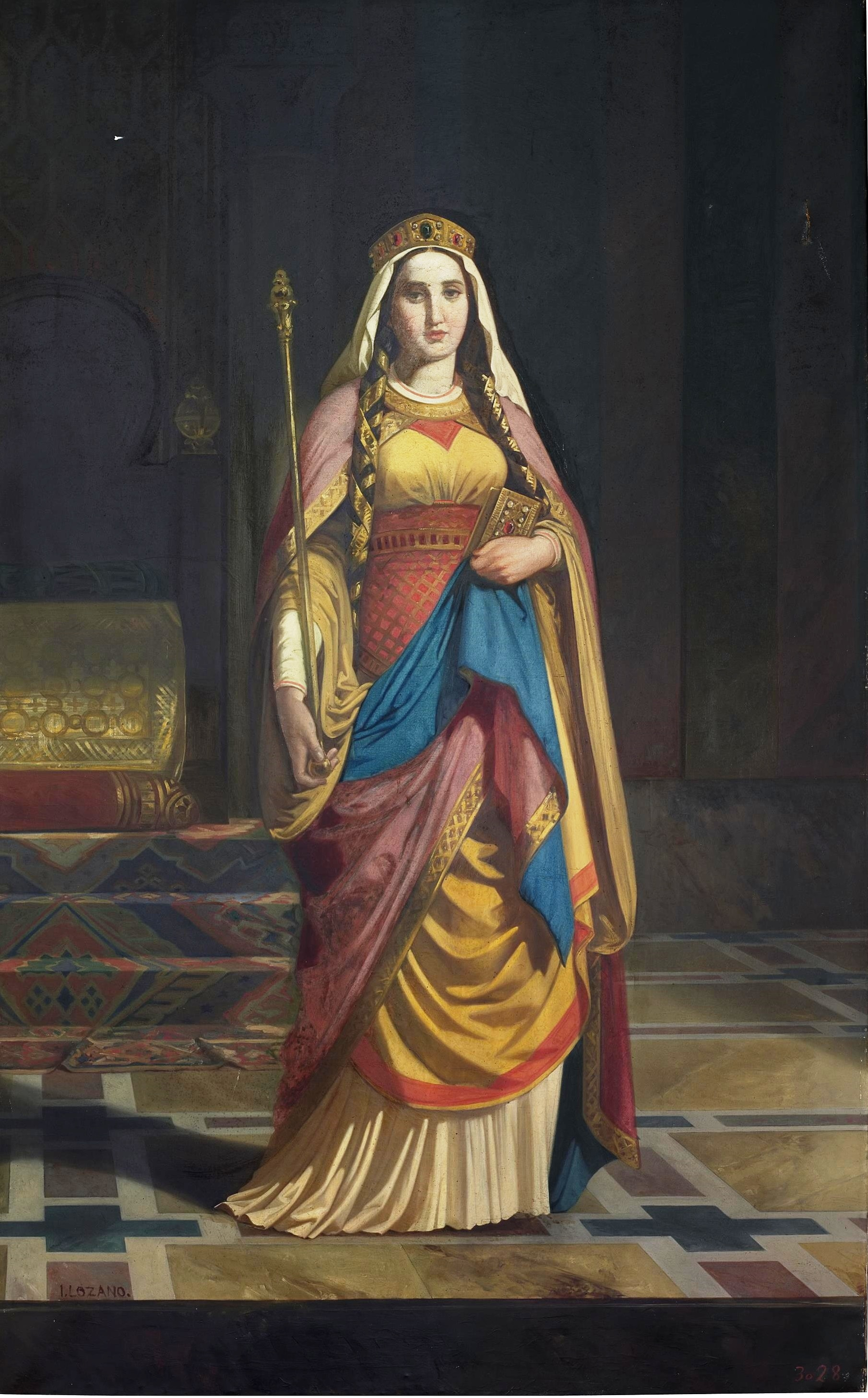
Adosinda, regina delle Asturie, olio su tela (224,5 x 141,7 cm) (seconda metà del XIX secolo; Madrid, Prado).

Compì i suoi primi studi artistici tra Alicante, Murcia e Valladolid, dove vinse una medaglia d'argento in un concorso nel 1844. Nel 1845 si trasferì a Madrid dove s'iscrisse all'Accademia di San Fernando e divenne discepolo di Federico de Madrazo, dal quale ricevette anche lezioni private per sei anni, approfondendo uno stile tardo-romantico con radici accademiche e influenze nazarene.
Grazie al legame con il circolo di Madrazo e al successo che ottenne in varie mostre e concorsi, Lozano iniziò a ricevere importanti commissioni che gli permisero di avanzare nella sua professione. José de Madrazo, ad esempio, lo inserì nell'elenco dei pittori che eseguirono i ritratti della Serie Cronologica dei Reali della Spagna (Serie Cronológica de los Reyes de España; Sèrie Cronològica dels Reis d'Espanya): tra il 1851 e il 1852 realizzò quelli di Ferdinando II, Ramiro I, Ordoño II, Ordoño III, Bermudo I e Adosinda, e anche una riproduzione già ritratta di Isabella II, dipinta originariamente dal suo maestro; questi quadri appartengono alle collezioni ufficiali del Prado, ma sono depositati anche in vari uffici. Fu uno degli artisti che ricevette il maggior numero di attribuzioni per il completamento di questa serie di ritratti storici, ilché tenderebbe a dimostrare una certa predisposizione che aveva il Madrazo nei suoi confronti. Al contempo realizzò una copia della Famiglia di Filippo V (La família de Felip V), opera del collega francese Louis-Michel van Loo, destinata al Palazzo Reale della Granja de San Ildefonso.
Nel 1852 gli fu concessa un pensionato artistico, attraverso un concorso di opposizione, per espandere i suoi studi di pittura a Roma con l'opera La madre dei Gracchi, decisione che generò molte polemiche, poiché alcuni ritennero che la scelta fosse ingiusta. Da lì inviò diverse opere, tra le quali Florinda la Cava e Il fromboliere. Collaborò anche alla decorazione pittorica del collegio ecclesiastico spagnolo presso la Santa Sede, collaborando assieme al collega Germán Hernández Amores, tra il 1856 e il 1857.
Il viaggio nell'allora capitale pontificia fece appassionare il Lozano alla pittura murale, dedicandocisi dagli anni settanta del XIX secolo, coaudiovato dall'intima corrispondenza del marchese Francisco de Cubas. Assieme, in particolare, restaurarono le vetrate della cattedrale di León.

## Opere
Dalla fine degli anni quaranta dell'Ottocento, il Lozano partecipò a diversi concorsi ed esposizioni artistiche. Nel 1849 presentò, ad una mostra organizzata dell'Accademia di San Fernando: Santa Elisabetta d'Ungheria donante l'elemosina ai derelitti, opera che venne elogiata dalla critica. Dopodiché espose La Cava che esce dal bagno (1856), premiata con la medaglia di seconda classe, e proseguendo con Nerone sorprende San Paolo nella conversione di Sabina (1858), Mariana Pineda condotta alla cappella (1862) o La regina Isabella la Cattolica che presiede all'educazione dei suoi figli (1864). Gli ultimi tre vennero acquisiti dal Governo e attualmente appartengono al Museo del Prado.

## Altre attività
Partecipò inoltre a diverse attività editoriali (riviste e pubblicazioni illustrate): come La Academia Militar, per la quale realizzò diversi ritratti di re e personaggi storici, evidenziando quelli di Isabella II e Francesco d'Assisi di Borbone-Spagna (1850); El álbum artístico de Toledo; El Arte en España; Páginas de la vida de Jesucristo; Los libros de juegos del Rey D. Alfonso el Sabio; e l'opera Iconografía española, radatta, tra gli altri, da Valentín Carderera. Nel 1865 l'Accademia di San Fernando gli affidò la redazioni di bollettini ufficiali.
Fu anche uno dei membri dell'Accademia di Archeologia e Geografia e della Sociedad Económica Matritense, e assistente alla cattedra di disegno al Conservatorio d'Arte della capitale.